# Оскар Пйотровський (шахіст)
Оскар Пйотровський — польський шаховий майстер.
1902 року зіграв у кількох шахових турнірах у Берліні; посів 2-ге місце, позаду Едуарда Дікхоффа, у берлінському Finckenschaft-Turnier, поділив 4-5-те місця у Вільному турнірі «Кафе Керкау» (виграв Курт фон Барделебен), програв Раннефорту в матчі «Шаховий клуб Адерсена проти Берлінського клубу Finckenschaft», поділив 2-3-тє місце з Еріхом Коном, позаду Йосипа Бернштейна, на Берлінському літньому турнірі — секція І (турнір чотирьох майстрів), і поділив 2-ге місце з Моріцом Льюїттом, позаду Бернштейна, на 1-му турнірі Генеральної шахової федерації Берліна. Того ж року посів 20-те місце в Ганноверв на 13-му конгресі Німецького шахового союзу (Hauptturnier A, переможець — Вальтер Джон).
Пйотровський двічі вигравав чемпіонат Львова, у 1912 та 1914 роках. Після Першої світової війни був одним із провідних львівських шахових майстрів разом з Ігнацом фон Попелем, Калістом Моравським та Генриком Фрідманом. Посів 4-те місце на чемпіонаті Львова 1929 року (переможець — Степан Попель), та переміг у Львові 1933 року (LKSzach).
Інженер Оскар Пйотровський був делегатом від Львова на нараді, що відбулася у Варшаві 11 квітня 1926 року, щоб створити Федерацію шахів Польщі (PZSzach). Від 1926 до 1935 року був членом правління федерації.
Двічі стріляв у Остапа Ортвіна.